# Диденко, Вячеслав Лукич
Вячеслав Лукич Диденко (укр. В'ячеслав Лукич Діденко, также известен как: Юрий Чёрный-Диденко (укр. Юрій Чорний-Діденко); 6 ноября 1907, Макеевка, Таганрогский округ, Область Войска Донского, Российская империя — 14 марта 1973, Киев, Украинская ССР, СССР) — украинский советский писатель.

## Биография
Родился в Макеевке в семье рудничного служащего. Вскоре переехал в Горловку. Здесь в 1924 году окончил семилетку, начал трудовой путь. Работал каменщиком на восстановлении коксовых печей, отгребателем и коногоном в шахте, культорганизатором в рудничном клубе. Одновременно учился в горнопромышленном училище. В эти же годы на страницах журнала «Убой» и «Горняк» начал печатать свои первые стихи, а позже повести.
О первом появлении Чёрного-Диденко в редакции «Убоя» писатель Борис Горбатов оставил такие воспоминания:
Я помню его горловским рабкором, когда он настойчиво и метко бичевал рудничные непорядки. Я знаю, что Юрий сейчас многому учится, читает и настойчиво пишет. И, возможно, именно он вырастет у того писателя, который споёт о Донбассе настоящими песнями
С 1928 по 1941 год — сотрудник бахмутской газеты «Кочегарка». В годы Великой Отечественной войны был армейским корреспондентом фронтовой газеты. Награждён тремя орденами и несколькими медалями. С 1953 года демобилизован на творческой работе.

## Произведения
Основные произведения:
- «Нові горизонти», 1952.
- «Сказання про перші взводи», 1955.
- «Правда на землі одна».
- «Синя блуза», 1963
- «Повісті далеких доріг», 1965.

## Награды
- Медаль «За победу над Германией в Великой Отечественной войне 1941—1945 гг.»
- Медаль «За взятие Берлина»
- Медаль «За освобождение Варшавы»